# The Advertiser
The Advertiser ist eine australische Tageszeitung, die in Adelaide, South Australia von News Corporation herausgegeben wird. Die erste Ausgabe von The Advertiser erschien am 12. Juli 1858. Die Zeitung erscheint montags bis samstags, während die Sonntagsausgabe als Sunday Mail erscheint. Nach eigenen Angaben wird die Zeitung während der Woche von 580.000 Menschen und samstags von 740.000 Personen gelesen.

## Geschichte
The Advertiser wurde im Jahr 1858 von John Henry Barrow gegründet, welcher vorher Redakteur bei South Australian Register war.
Zwischen 1893 und 1929 war Sir John Langdon Bonython einziger Besitzer von The Advertiser. Dieser unterstützte die Bewegung zur Gründung der australischen Föderation. Nach ihm wurde der Vorort von Canberra, Bonython, benannt.
Im November 1997 wechselte The Advertiser von einer vielseitigen, allumfassenden Zeitung zu einem kleineren Format.